# Laird Cregar
Samuel Laird Cregar (Filadélfia, 28 de julho de 1913  –  Los Angeles,  9 de dezembro de 1944) foi um ator americano de teatro e cinema. Cregar era mais conhecido por suas performances como vilão em filmes como I Wake Up Screaming (1941) e The Lodger (1944).
A carreira de Cregar nas telas começou em 1940, trabalhando como figurante em filmes. Em 1941, ele assinou um contrato de cinema com a 20th Century Fox. Cregar rapidamente subiu ao estrelato, aparecendo em uma variedade de gêneros, de comédia de bolinha a horror. Ele era um ator popular até sua morte em 1944, com 31 anos de idade.

## Vida pregressa
Cregar nasceu na Filadélfia, o caçula de seis filhos de Edward Matthews Cregar, jogador de críquete e membro de uma equipe chamada Gentlemen of Philadelphia. A mãe de Laird era Elizabeth Smith.
Quando tinha oito anos, Cregar foi enviado à Inglaterra para ser educado no Winchester College, onde desenvolveu suas habilidades com sotaques britânicos. Ele apareceu pela primeira vez no palco aos oito anos, quando interpretou um garoto numa trupe teatral de Stratford-upon-Avon, e atuou em várias outras produções em Stratford. "A partir desse momento, tudo que eu sempre quis fazer foi subir ao palco", disse ele mais tarde.
Quando o pai de Cregar morreu, sua família voltou para os EUA. Ele se formou na Academia Episcopal da Filadélfia aos 14 anos. Ele queria atuar, mas era jovem demais para ir para a faculdade, por isso convenceu a Hedgerow Players, uma empresa amadora em Germantown, Pensilvânia, que era ator e passou vários anos com eles. Ele também atuou em outras empresas na Filadélfia e escreveu algumas peças que foram realizadas por grupos amadores.
Em 1936, Cregar ganhou uma bolsa de estudos na Pasadena Playhouse, na Califórnia, onde passou dois anos atuando e estudando; ele disse que Thomas Browne Henry, da Playhouse, deu-lhe o pior conselho possível, dizendo-lhe "para não perder um quilo de peso, mas para desenvolver a personalidade de um homem magro".
Ele voltou à Pensilvânia para participar de projetos do Federal Theatre. Ele voltou para o Pasadena Playhouse por vários meses, depois fez sua estreia profissional com a produção de The Great American Family, na costa oeste. Quando isso terminou, ele foi incapaz de encontrar um emprego por seis meses e foi forçado a dormir no carro de um amigo em seu jardim.

## Carreira
Cregar leu uma cópia da peça Oscar Wilde, de Leslie e Sewell Stokes, que fora um grande triunfo para Robert Morley. Cregar achou que o papel principal seria ideal para ele e apresentou o projeto a vários produtores; acabou sendo escolhido por Arthur Hutchinson, que montou a peça em Los Angeles em abril de 1940 com Cregar. A produção foi um triunfo para Cregar, o Los Angeles Times disse que "obteve um sucesso sensacional". John Barrymore o viu e disse que ele era um dos jovens talentosos atores dos últimos dez anos.

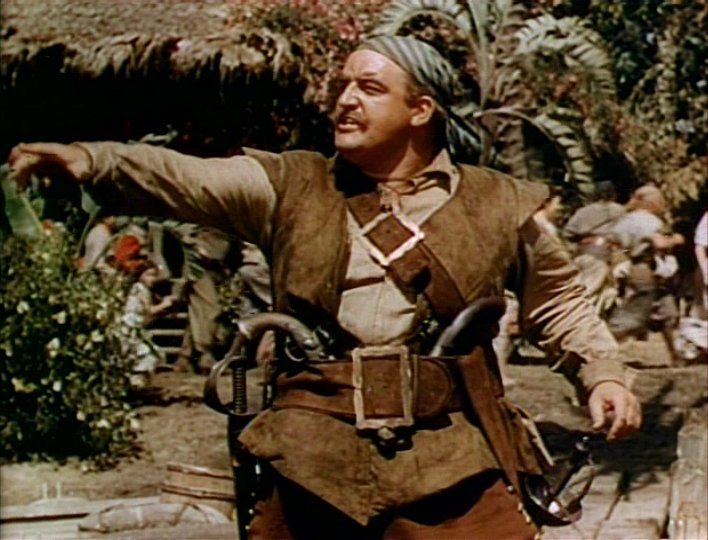
Como Sir Henry Morgan no trailer de O Cisne Negro (1942)

O desempenho de Cregar imediatamente atraiu o interesse dos estúdios de Hollywood: Cregar foi testado para atuar em The Letter e fez testes de tela para MGM e Paramount. Foi relatado que o produtor e diretor de Oscar Wilde estava preparando uma empresa independente para estrelar Cregar em A Vida de Mohammed. Ele foi testado pela 20th Century Fox, que o considerou um substituto de Tyrone Power em um filme chamado O Grande Mandamento.
Cregar apresentou Oscar Wilde em San Francisco e depois assinou contrato com a 20th Century Fox. Eles o anunciaram para The Californian, que não foi produzido, mas Cregar foi então escalado para o filme histórico de grande orçamento Hudson's Bay (1941), ao lado de Paul Muni. Ele continuou atuando como coadjuvante de Tyrone Power em Blood and Sand (também em 1941), embora tenha sofrido sarampo durante a produção, forçando as filmagens a fechar por uma semana. Cregar causou uma grande impressão nos dois filmes - o último em particular foi um grande sucesso.
Ele foi então escalado como Francis Chesney em Tia de Charley (1941), a primeira de várias mostras do talento cômico do ator. Após seu retrato sinistro do detetive obcecado em I Wake Up Screaming (também em 1941), ele foi emprestado à RKO para fazer Joana de Paris (1942). Cregar retornou brevemente ao palco para aparecer no papel-título de O homem que veio jantar (1942); foi no El Capitan, local do triunfo de Oscar Wilde, e foi bem recebido. A Paramount o emprestou para This Gun for Hire (1942), um filme noir. Cregar interpretou o antagonista do filme, Willard Gates, ao lado de Veronica Lake e Alan Ladd.
Ele seguiu isso com a bem-sucedida comédia Rings on Her Fingers (1942), interpretando um vigarista ao lado de Gene Tierney, depois voltando à vilania com Ten Gentlemen de West Point (também 1942).
Cregar havia se tornado um dos principais nomes de peso do cinema - figurativamente e literalmente. Raramente pesando menos de 136 kg ao longo de sua vida adulta, Cregar ficou obcecado com seu peso. No entanto, John Chapman previu que ele se tornaria uma das "estrelas de 1942".
Em 1943, David Bacon, um jovem ator com quem Cregar estava tendo um caso, foi morto a facadas, de acordo com relatos da imprensa,  que também publicou fotos de Cregar, chamando-o de "um amigo tão bom" da vítima. Isso levou o executivo do estúdio, Darryl F. Zanuck, a organizar um artigo na revista Silver Screen para ligar Cregar romanticamente a Dorothy McGuire, entre outros, e a relatar que, apesar de seu peso, o ator era considerado sexy por muitas mulheres.

### Estrelato
Em março de 1943, a Fox anunciou planos de escalar Cregar no papel principal em The Lodger (1944), como um personagem que pode ou não ser Jack, o Estripador. Cregar começou a fazer dieta para perder peso, desejando dar ao personagem uma "aparência romântica".
O filme foi um grande sucesso, mas o Cregar, cada vez mais sensível, estava ficando cansado de ser considerado apenas um vilão imponente. Ele foi anunciado para interpretar Javert em uma produção de Les Misérables, mas o projeto foi adiado, e a Fox queria que ele interpretasse o pianista demente George Bone no filme Hangover Square (1945). Cregar recusou o papel, foi suspenso e depois mudou de ideia. A fama logo trouxe papéis de rádio no Lux Radio Theatre em 1943 e um lugar de convidado no The Eddie Cantor Show em abril de 1944.

## Morte
A dieta intensiva que Cregar seguiu para seu papel em Hangover Square (que incluía anfetaminas prescritas) resultou em graves problemas abdominais. Ele foi operado em dezembro de 1944. Pretendia-se que o próximo filme de Cregar fosse Les Misérables, dirigido por John Brahm, e Billy Rose quis estrelá-lo na Broadway em Henrique VIII. Alguns dias após a cirurgia, Cregar teve um ataque cardíaco e foi levado às pressas para o hospital, e morreu em 9 de dezembro, com 31 anos. Sua mãe estava ao lado de seu leito. Hangover Square foi lançado dois meses após sua morte.
O funeral foi realizado em 13 de dezembro de 1944. Vincent Price, colega de Cregar em seu primeiro filme, Hudson's Bay (1941), fez o elogio. Cregar está enterrado no Forest Lawn Memorial Park, em Glendale, Califórnia. Sua propriedade foi avaliada em US$ 10 000.
Em 8 de fevereiro de 1960, Cregar recebeu uma estrela na Calçada da Fama de Hollywood por suas contribuições à indústria de filmes, na 1716 Vine Street.

## Filmografia
| Ano  | Filme                          | Função                         | Notas                                                |
| ---- | ------------------------------ | ------------------------------ | ---------------------------------------------------- |
| 1940 | Oh Johnny, como você pode amar | Sam, Mecânico                  | Estreia no cinema, sem créditos                      |
| 1940 | Granny Get Your Gun            | Oficial de justiça             | Não creditado                                        |
| 1941 | Baía de Hudson                 | Groselha                       |                                                      |
| 1941 | Sangue e Areia                 | Natalio Curro                  |                                                      |
| 1941 | Tia de Charley                 | Sir Francis Chesney            | Título alternativo: Charley's American Aunt          |
| 1941 | Eu acordo gritando             | Inspetor da Polícia Ed Cornell | Título alternativo: Hot Spot                         |
| 1942 | Joana de Paris                 | Herr Funk                      |                                                      |
| 1942 | Anéis nos Dedos                | Warren Worthington             |                                                      |
| 1942 | Esta arma para contratar       | Willard Gates                  |                                                      |
| 1942 | Dez senhores de West Point     | Maj. Sam Carter                |                                                      |
| 1942 | O cisne preto                  | Capitão Sir Henry Morgan       | Título alternativo: O Cisne Negro de Rafael Sabatini |
| 1943 | Olá Frisco Olá                 | Sam Weaver                     |                                                      |
| 1943 | O paraíso pode esperar         | Sua Excelência                 |                                                      |
| 1943 | Sagrado matrimônio             | Clive Oxford                   |                                                      |
| 1944 | O inquilino                    | Mr. Slade                      |                                                      |
| 1945 | Hsngover Square                | George Harvey Bone             | (papel final do filme)                               |

## Teatro
- Irmão Rato - Pasadena Community Playhouse - março de 1939[27]
- To Quito and Back de Ben Hecht - Pasadena Community Playhouse - abril de 1939 - co-estrelando com Victor Mature[28]
- A vitória sem asas de Maxwell Anderson - Teatro da comunidade de Pasadena - julho de 1939[29]
- A Grande Família Americana - Pasadena Playhouse - agosto de 1939[30]
- Oscar Wilde de Leslie e Sewell Stokes - El Capitan Theatre, Los Angeles - 22 de abril a 19 de maio de 1940[31][32] - excursionou por São Francisco em junho[33]
- O homem que veio jantar - El Capitan Theatre, Los Angeles - setembro de 1941[34] - reviveu em Samford em 1944[35]

Cregar também escreveu uma série de peças.